# Teatro Jardim São Paulo
O Teatro Jardim São Paulo foi inaugurado no dia 18 de abril de 2002. Construído no Jardim São Paulo, bairro da zona nordeste paulistana, está localizado na avenida Leôncio de Magalhães a 300 metros da estação Jardim São Paulo-Ayrton Senna do metrô de São Paulo. Apresenta acesso para deficientes físicos, ambiente climatizado e uma acústica apropriada para grandes espetáculos.
Foi uma iniciativa do professor Paulo Meinberg, fundador e diretor-geral do tradicional Colégio Jardim São Paulo e da Faculdade Cantareira.